# Германій

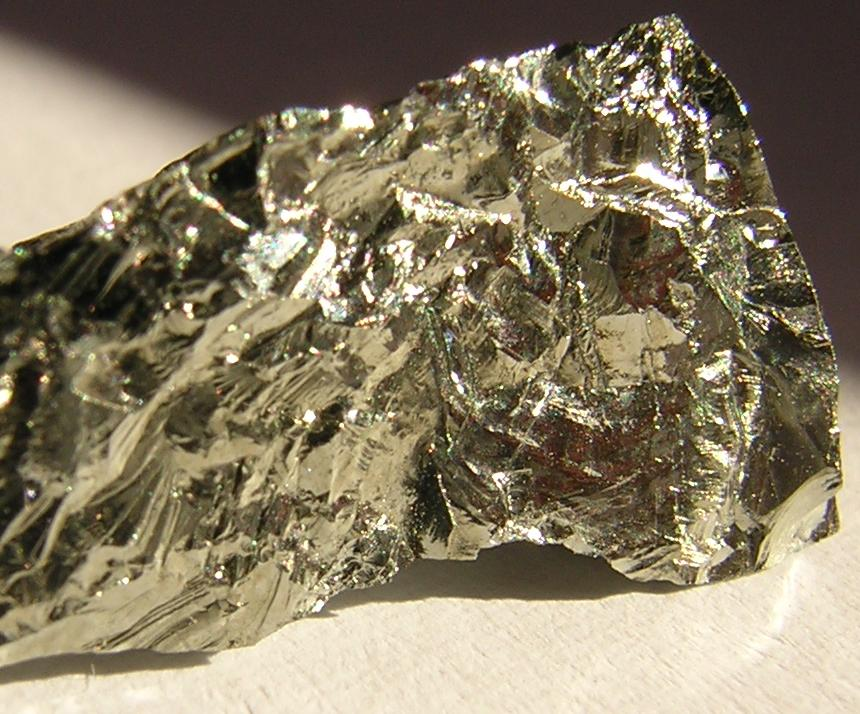
Германій

Германій, Ґерманій, Ge (від лат. Germania — Німеччина) — хімічний елемент номер 32, крихкий сріблясто-білий металоїд. Найпоширеніший напівпровідник.
Кристалізується в кубічну ґратку типу алмазу. Металічний германій стійкий на повітрі за кімнатної температури; швидко окислюється за температури розжарювання (600–700 °C). Поширеність у земній корі (1-2)×10−4 %. Германій — розсіяний елемент. Як домішка зустрічається в мінералах кремнію, меншою мірою — у мінералах заліза і цинку. Власні мінерали дуже рідкісні: сульфосолі — аргіродит, германіт, реньєрит та ін.; подвійний гідратований оксид германію та заліза — штоттит; сульфати — ітоїт, флейшерит та ін. Промислового значення вони практично не мають.

## Історія та походження назви
Вперше германій був передбачений Менделєєвим ще у 1871 році під назвою ека-силіцій.
У 1885 році, гірники шахти «Хіммельсфюрст» знайшли невідомий раніше мінерал, що отримав назву аргіродит. Наступного року, німецький хімік Клеменс Вінклер, професор неорганічної хімії гірничої академії Фрейберга, досліджуючи аргіродит, виявив, що на 7 % той складається з невідомого елементу. 6 лютого 1886 року Вінклер виділив сульфід нового елементу, і зміг визначити його властивості, які збігалися з гіпотетично передбаченими властивостями ека-силіцію.
Германій став третім, після галію і скандію, відкритим елементом, існування якого було передбачено періодичним законом.
Спектр германію лежить в ультрафіолетовому діапазоні, тому, незважаючи на те, що спектральний аналіз на той час вже 25 років використовувався для відкриття нових елементів, германій був відкритий більш традиційними методами.
Вінклер хотів назвати нововідкритий елемент нептунієм, через те, що його існування було передбачено до відкриття, так само як було передбачено існування планети Нептун, проте з'ясувалося, що назва «нептуній» вже використовувалася для одного хибно відкритого елементу, тому було вирішено відмовитись від неї щоб уникнути негативних конотацій. Іншою, жартівливою, пропозицією була назва «ангулярій» — той що викликає суперечки. Врешті елемент було названо на честь Німеччини (лат. Germania), батьківщини Вінклера.

## Розповсюдженість
Частка германію у земній корі становить 1,5 мільйонних, що робить його 55-м за розповсюдженістю. Незважаючи на те, що германій є значно розповсюдженішим за такі елементи як золото, срібло, йод або ртуть, його мінерали є вкрай рідкісними, бо він є розсіяним елементом. Серед власних мінералів германію можна назвати германіт, аргіродит і реньєрит, проте через рідкісність вони не можуть задовольнити потреби у ньому. Германій зустрічається як домішка у мінералах кремнію, рідше — у мінералах свинцю, заліза і цинку. Також, германій накопичується у рослинах, внаслідок чого є й у вугіллі.
Природний германій представлений п'ятьма ізотопами:
| Атомна маса | Концентрація | Період напіврозпаду |
| ----------- | ------------ | ------------------- |
| 70          | 20,37 %      | ∞                   |
| 72          | 27,31 %      | ∞                   |
| 73          | 7,76 %       | ∞                   |
| 74          | 36,73 %      | ∞                   |
| 76          | 36,73 %      | 1.78×1021 років     |

Усього відомо 38 ізотопів германію з атомними масами від 58 до 90, 5 з яких — метастабільні.
Германій утворюється під час s-процесу у AGB-зорях. Його частка у Всесвіті становить 0,2 мільйонних.

## Отримання
Джерелами германію є поліметалічні руди, викопне вугілля і деякі типи вулканогенно-осадового залізняку. Три чверті германію отримують як супутній продукт при виробництві цинку з сфалеритових концентратів, а решту — з надсмольних вод під час коксування вугілля, з попелу енергетичного вугілля. Невелику частку добувають з магнетитових концентратів.
При певних умовах спалювання вугілля вміст германію у золі збільшується у 10–100 разів у порівнянні з вихідним. Для вилучення германію із золи використовується його властивість легкого перегону при температурі коксування. Після конденсації рідких продуктів коксування сполуки германію конденсуються у пірогенетичній воді і смолі. Крім того, висока концентрація германію спостерігається у генераторному пилу при газифікації вугілля.
У 2017 році у світі було видобуто 134 тонни германію, з яких 88 — у Китаї.
Близько 30 % германію отримується завдяки вторинній переробці.

## Застосування
Германій застосовують у радіоелектроніці й електротехніці як напівпровідник, в ядерній техніці, приладобудуванні, машинобудуванні й металургії.
Кристалічний германій є важливим напівпровідниковим матеріалом із шириною забороненої зони 0,66 еВ. Основними донорами для германію є фосфор, літій, арсен; акцепторами — бор, алюміній, галій, індій.
Германій — непрямозонний напівпровідник, що ускладнює його використання в оптичних пристроях.
Аморфний германій за своїми властивостями належить до аморфних напівпровідників.
У напівпровідникових приладах використовуються також сплави германію з кремнієм.